# Седлиці
Седлиці або Седлиці, Седліце (словац. Sedlice) — село в Словаччині, Пряшівському окрузі Пряшівського краю. Розташоване в центральній частині східної Словаччини, на південній межі Шариської височини в долині приток Сопотниці.

## Історія
Уперше село згадується у 1330 році.
Перші поселенці східного обряду прийшли приблизно в 17 столітті
В кадастрі села дотепер одна з частин називається «Грицьова убоч» (словац. Hricova uboč).

## Храми
У селі є римо-католицький костел з 1859 року, який використовує й місцева греко-католицька громада.
В частині села Суха Долина є римо-католицький костел святих Кирила і Мефодія з 1925 року на місці старішого храму з 14 століття, в якому мають служби божі й місцеві греко-католики.

## Населення
| Рік:            | 1994. | 2004.   | 2014.   | 2024.    |
| --------------- | ----- | ------- | ------- | -------- |
| Кількість осіб: | 1017  | 1040    | 1057    | 939      |
| Різниця:        |       | +2,26 % | +1,63 % | -11,16 % |

| Рік:            | 2023. | 2024.   |
| --------------- | ----- | ------- |
| Кількість осіб: | 956   | 939     |
| Різниця:        |       | -1,77 % |

У селі проживає 1 046 осіб.
У 1748—1749 роках до греко-католицької громади належали 123 особи а до римо-католицької громади 38 осіб.
У 1807 році в селі було 275 греко-католиків, 218 римо-католиків та 4 протестанти.
У 2001 році в селі було 780 римо-католиків та приблизно 150 греко-католиків. В частині села Суха Долина проживала 201 особа, з них приблизно 140 римо-католиків, приблизно 45 греко-католиків та 12 протестантів.